# Конкорд Тауншип (округ Батлер, Пенсільванія)
Конкорд Тауншип (англ. Concord Township) — селище (англ. township) в США, в окрузі Батлер штату Пенсільванія. Населення — 1409 осіб (2020).

## Демографія
Згідно з переписом 2010 року, у селищі мешкало 1505 осіб у 618 домогосподарствах у складі 448 родин. Було 675 помешкань
Расовий склад населення:
| - 97,5 % — білих - 0,5 % — чорних або афроамериканців - 0,5 % — азіатів |

До двох чи більше рас належало 1,5 %. Частка іспаномовних становила 0,3 % від усіх жителів.
За віковим діапазоном населення розподілялося таким чином: 21,1 % — особи молодші 18 років, 64,1 % — особи у віці 18—64 років, 14,8 % — особи у віці 65 років та старші. Медіана віку мешканця становила 44,0 року. На 100 осіб жіночої статі у селищі припадало 98,3 чоловіків;  на 100 жінок у віці від 18 років та старших — 100,8 чоловіків також старших 18 років.
Середній дохід на одне домашнє господарство  становив 56 950 доларів США (медіана — 49 931), а середній дохід на одну сім'ю — 61 272 долари (медіана — 55 833). Медіана доходів становила 43 875 доларів для чоловіків та 32 708 доларів для жінок. За межею бідності перебувало 15,1 % осіб, у тому числі 34,7 % дітей у віці до 18 років та 4,8 % осіб у віці 65 років та старших.
Цивільне працевлаштоване населення становило 705 осіб. Основні галузі зайнятості: освіта, охорона здоров'я та соціальна допомога — 17,6 %, роздрібна торгівля — 15,2 %, виробництво — 14,0 %.